# Ijaci
Ijaci es un municipio brasileño del estado de Minas Gerais.

## Historia
La historia de Ijaci está estrechamente relacionada con la llegada de la familia Villas-Bôas (hoy deletreada Vilas Boas) desde el norte de Portugal, a través de São João del Rei, a lo que se convirtió en el pueblo de Nossa Senhora da Conceição do Rio Verde. Fue Vigilato Vilas Boas quien donó el terreno donde hoy se encuentra la Iglesia Madre de Nuestra Señora de la Concepción y las principales manzanas de la ciudad. Ijaci es un término indígena que significa "hija de la Luna".

## Circunscripción eclesiástica
La parroquia local pertenece a la diócesis de São João del-Rei.